# Аляпі бразильський
Аля́пі бразильський (Myrmelastes rufifacies) — вид горобцеподібних птахів родини сорокушових (Thamnophilidae). Ендемік Бразилії. Раніше вважався підвидом плямистокрилого аляпі, однак за результатами низки молекулярно-філогенетичних досліджень був визнаний окремим видом.

## Поширення і екологія
Бразильські аляпі мешкають в Бразильській Амазонії на південь від Амазонки, на схід від Мадейри, на захід від Тонкантіса, на північ від північної Рондонії і крайньої півночі Мату-Гросу. Вони живуть в гусьтому підліску вологих рівнинних і заболочених тропічних лісів. Зустрічаються на висоті до 500 м над рівнем моря.